# Challenger de Saint-Tropez 2021
El torneo Saint-Tropez Open 2021 fue un torneo profesional de tenis. Perteneció al ATP Challenger Tour 2021. Se disputó en su 1ª edición sobre superficie dura, en Saint-Tropez, Francia entre el 30 de agosto al el 5 de septiembre de 2021.

## Jugadores participantes del cuadro de individuales
| Favorito | País                 | Jugador               | Rank1 | Posición en el torneo |
| -------- | -------------------- | --------------------- | ----- | --------------------- |
| 1        | Bandera de Francia   | Benjamin Bonzi        | 94    | CAMPEÓN               |
| 2        | Bandera de Australia | Christopher O'Connell | 126   | FINAL                 |
| 3        | Bandera de Francia   | Grégoire Barrère      | 136   | Cuartos de final      |
| 4        | Bandera de la India  | Prajnesh Gunneswaran  | 156   | Primera ronda         |
| 5        | Bandera de Rusia     | Roman Safiullin       | 164   | Primera ronda         |
| 6        | Bandera de Suecia    | Elias Ymer            | 169   | Primera ronda         |
| 7        | Bandera de Turquía   | Altuğ Çelikbilek      | 174   | Primera ronda         |
| 8        | Bandera de Australia | Thanasi Kokkinakis    | 186   | Semifinales           |

- 1 Se ha tomado en cuenta el ranking del 23 de agosto de 2021.

### Otros participantes
Los siguientes jugadores recibieron una invitación (wild card), por lo tanto ingresan directamente al cuadro principal (WC):
- Arthur Cazaux
- Valentin Royer
- Luca Van Assche

Los siguientes jugadores ingresan al cuadro principal tras disputar el cuadro clasificatorio (Q):
- Dan Added
- Bogdan Bobrov
- Jurgen Briand
- Alexis Galarneau

## Campeones

### Individual Masculino
- Benjamin Bonzi derrotó en la final a  Christopher O'Connell, 6–7(10), 6–1, ret.

### Dobles Masculino
- Antonio Šančić /  Artem Sitak derrotaron en la final a  Romain Arneodo /  Manuel Guinard, 7–6(5), 6–4